# Jean-Yves Roy
Jean-Yves Roy (* 17. Februar 1969 in Rosemère, Québec) ist ein ehemaliger kanadischer Eishockeyspieler, der in seiner aktiven Zeit von 1989 bis 2006 unter anderem für die New York Rangers, Ottawa Senators und Boston Bruins in der National Hockey League sowie die Kölner Haie in der Deutschen Eishockey Liga spielte. 

## Karriere
Jean-Yves Roy studierte von 1989 bis 1992 an der University of Maine, für deren Eishockeymannschaft er parallel in der Hockey East aktiv war. Mit der Mannschaft gewann er in der Saison 1991/92 die Meisterschaft der Hockey East. Am 20. Juli 1992 unterschrieb er einen Vertrag als Free Agent bei den New York Rangers aus der National Hockey League. In den folgenden drei Jahren spielte er jedoch fast ausschließlich für deren Farmteam Binghamton Rangers in der American Hockey League. Einzig in der Saison 1994/95 stand er in drei Spielen für die New York Rangers in der NHL auf dem Eis. Zur Saison 1995/96 wurde der Flügelspieler im Tausch gegen Steve Larouche zu den Ottawa Senators transferiert. Auch dort kam er nur zu vier NHL-Einsätzen, während er die gesamte restliche Spielzeit bei deren AHL-Farmteam Prince Edward Island Senators verbrachte. Von 1996 bis 1998 spielte er für die Boston Bruins, bei denen er deutlich mehr Eiszeit in der NHL bekam. Parallel stand er jedoch auch weiter regelmäßig bei deren AHL-Farmteam Providence Bruins auf dem Eis. 
Zur Saison 1998/99 wurde Roy vom EC VSV aus der Österreichischen Bundesliga verpflichtet. Bei seiner ersten Station in Europa wurde er auf Anhieb Österreichischer Meister. An diesem Erfolg hatte er mit 85 Scorerpunkten, davon 38 Tore, in insgesamt 52 Spielen maßgeblichen Anteil. In der Saison 1999/2000 stand er für die Kölner Haie in der Deutschen Eishockey Liga auf dem Eis. In den folgenden drei Jahren trat er für Fribourg-Gottéron aus der Schweizer Nationalliga A an. Daraufhin kehrte der Olympiateilnehmer von 1994 zu den Kölner Haien in die DEL zurück, bei denen er im Anschluss an die Saison 2005/06 seine Karriere im Alter von 37 Jahren beendete.  

### International
Für Kanada nahm Roy an den Olympischen Winterspielen 1994 in Lillehammer teil, bei denen er mit seiner Mannschaft die Silbermedaille gewann.

## Erfolge und Auszeichnungen
| - 1990 NCAA East Second All-American Team - 1991 Hockey East First All-Star Team - 1991 NCAA East First All-American Team - 1991 NCAA Championship All-Tournament Team - 1992 Lamoriello-Trophy-Gewinn mit der University of Maine | - 1992 Hockey East Second All-Star Team - 1992 NCAA East First All-American Team - 1995 Teilnahme am AHL All-Star Classic - 1999 Österreichischer Meister mit dem EC VSV - 2001 Bester Torschütze der NLA-Hauptrunde (gemeinsam mit Kevin Miller) |

### International
- 1994 Silbermedaille bei den Olympischen Winterspielen